# Schlierseer Berge
Die Schlierseer Berge sind ein Teil des Mangfallgebirges in den Bayerischen Voralpen rund um den Schliersee und den Spitzingsee. Im Westen werden die Schlierseer Berge von der Linie Tegernsee−Rottach−Weiße Valepp von den Tegernseer Bergen und im Osten vom Leitzachtal von der Wendelsteingruppe abgegrenzt.
Die Rotwand ist mit 1884 m der höchste und auch bekannteste Berg der Gruppe. Sie ist im Sommer und Winter eines der beliebtesten Tourenziele in den Bayerischen Voralpen. Von der Bergstation der Taubensteinbahn ist die Rotwand in knapp 1,5 Stunden erreichbar und wird entsprechend frequentiert. Die längeren Anstiege z. B. aus dem Leitzachtal sind dagegen deutlich ruhiger.
In dem Gebiet liegt auch die Wasserscheide zwischen Schliersee und Tegernsee, die dort die Gemeindegrenze zwischen den Gemeinden Rottach-Egern im Westen und Schliersee im Osten markiert. Die Grenzgipfel von Norden nach Süden bis Valepp sind:
- Rainerkopf (1463,3 m)
- Wasserspitz (1552 m)
- Rinnerspitz (1611 m)
- Bodenschneid (1667,3 m)
- Suttenstein (1398 m)
- Stümpfling (1506,2 m)
- Roßkopf (1579,9 m)
- Rotkopf (1602 m)
- Stolzenberg (1609,1 m)
- Lämmeralpeneck (1224 m)
- Schalmeiereck (1098 m)

Weitere bekannte Gipfel der Schlierseer Berge sind unter anderem Brecherspitz, Taubenstein, Rauhkopf, Jägerkamp, Aiplspitz und Hochmiesing sowie die Ruchenköpfe, die auch ein bekanntes Klettergebiet sind.
Der DAV bewirtschaftet in den Schlierseer Bergen die Schönfeldhütte, das Taubensteinhaus, das Rotwandhaus, das Blecksteinhaus, die Albert-Link-Hütte und das Bodenschneidhaus.

## Weblinks

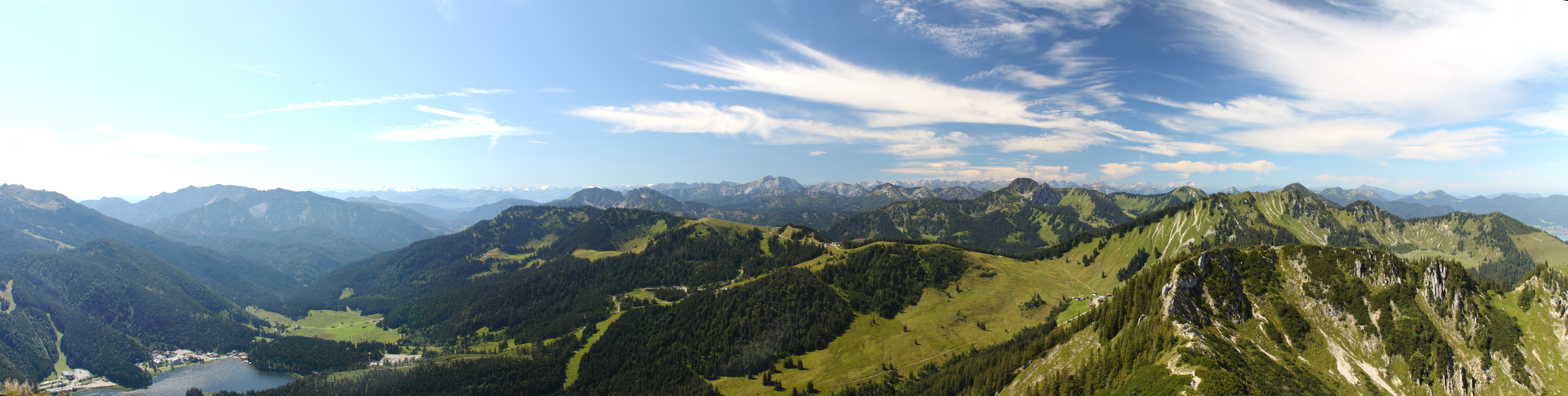
Panorama der Spitzingseeregion mit Spitzingsee, Stolzenberg (Mitte), Stümpfling (rechts der Mitte) und Bodenschneid (rechts)